# Липузиды
Липузиды (лат. Lypusidae) — семейство палеарктических бабочек. Ранее его относили к надсемейству Tineoidea, а после комплексного анализа различных признаков энтомологи пришли к выводу, что оно относится к надсемейству Gelechioidea. Ранее семейство включало только один род (Lypusa) с двумя видами, один из которых, Lypusa maurella, проникает на север до Скандинавии. Согласно последним исследованиям к этому семейству также относятся и ещё два рода бабочек, ранее относимых к семейству Amphibastidae, ныне синонимизированному с Lypusidae. Вместе они образуют монофилетическую группу, распространённую в Палеарктике.

## Таксономия
- Amphisbatis Zeller, 1870
  - Amphisbatis incongruella (Stainton, 1849)
- Lypusa Zeller, 1852
  - Lypusa maurella (Denis & Schiffermüller, 1775)
  - Lypusa tokari Elsner, Liška & Petrů, 2008
- Pseudatemelia Rebel, 1910
  - Pseudatemelia aeneella Rebel, 1910
  - Pseudatemelia amparoella Vives, 1986
  - Pseudatemelia chalcocrates (Meyrick, 1930)
  - Pseudatemelia chinensis Lvovsky, 2010[5]
  - Pseudatemelia colurnella (Mann, 1867)
    - =Oecophora pulverosella Heinemann, 1870

  - Pseudatemelia detrimentella (Staudinger, 1859)
  - Pseudatemelia elsae Svensson, 1982
  - Pseudatemelia filiella (Staudinger, 1859)
  - Pseudatemelia flavifrontella (Denis & Schiffermuller, 1775)
  - Pseudatemelia fuscifrontella (Constant, 1885)
  - Pseudatemelia josephinae (Toll, 1956)
  - Pseudatemelia langohri E. Palm, 1990
  - Pseudatemelia latipennella (Jackh, 1959)
  - Pseudatemelia lavandulae (Mann, 1855)
  - Pseudatemelia pallidella Jackh, 1972
  - Pseudatemelia subgilvida (Walsingham, 1901)
  - Pseudatemelia subochreella (Doubleday, 1859)
  - Pseudatemelia synchrozella (Jackh, 1959)
  - Pseudatemelia xanthosoma (Rebel, 1900)